# Space Rangers (videojuego)
Space Rangers (en ruso: Космические рейнджеры) es un juego de computadora de estrategia por turnos, búsqueda de texto, arcade de la compañía rusa Elemental Games, lanzado por 1C Company en 2002. Es aclamado por la crítica y popular en su país de origen. Finlandia y partes de Europa del Este, aunque no tan popular en otros lugares debido a la falta de marketing. En 2004, 1C Company publicó una secuela, Space Rangers 2: Dominators.
El juego es dinámico y abierto de una manera que se ha comparado con Elite y Star Control 2. Los precios comerciales en los planetas siguen la oferta y la demanda, las guerras son conflictos continuos sin guion, las naves controladas por computadora tienen capacidades, objetivos y relaciones individuales, etc. Incluso hay varias formas de completar la historia. Los juegos tienen viajes espaciales y combates por turnos, secuencias de disparos opcionales y fragmentos ocasionales de aventuras de texto. Este juego no fue lanzado en América en su propia caja, sino en algunos contenedores de edición especial de Space Rangers 2: Rise of the Dominators.

## Argumento
En Space Rangers, una coalición interestelar relativamente pacífica es invadida por un poderoso enemigo; las naves de guerra orgánicas de los Klissans. El jugador es un guardabosques, uno de un grupo de voluntarios no militares a los que se les dan pequeñas naves, rienda suelta y la tarea de ayudar a luchar, comprender y, en última instancia, derrotar a la amenaza.

### Antecedentes
Hace mucho tiempo, la ahora sabia y pacífica raza Gaal era muy agresiva y estaba creando una gran cantidad de colonias. Debido a las grandes distancias espaciales, creó un hiperjumper que podría hacer agujeros en la galaxia. Pronto una de las colonias se encontró con la flota de Klissan. Aunque las naves coloniales de Gaal intentaron comunicarse con estas naves de Klissan, no pudieron hacerlo y fueron destruidas. Pronto Makhpella, la nave nodriza de todos los Klissans y la flota Klissan, invadió todas las colonias exteriores de Gaal. La flota de la colonia Gaal estaba completamente indefensa y para salvar los territorios Gaal originales y la propia patria Gaal de la invasión, decidieron no retroceder, lo que le habría dado al Makhpella la oportunidad de trazar su ruta, sino volar el resto restante. colonias usando el hiperjumper en su lugar.
No hace mucho tiempo, todo lo inició un capitán de Peleng llamado Rachekhan, uno de los comandantes de la flota de Peleng. Fue expulsado de la flota y se convirtió en pirata. Como tenía acceso a documentos secretos y armamento, robó un hiperjumper. Mientras viajaba con él conoció a Makhpella. Consideró a la flota pirata de Rachekhan como un enemigo y comenzó a perseguirla. Durante esta persecución, las flotas de Rachekhan y Klissan atravesaron sectores colonizados por la coalición interestelar, lo que permitió a Makhpella detectar los sectores IC, conocer sus ubicaciones e identificar a todas las razas IC como enemigas. Así empezó la guerra.

### Carreras
Space Rangers presenta 6 carreras en total: las carreras de la Coalición Interestelar y los Klissans. La Coalición Interestelar consta de 5 razas: Maloqs, Pelengs, Humanos, Faeyans y Gaals. Los Klissans son la forma de vida nueva e inexplorada.

#### Maloq
La raza Maloq es muy fuerte físicamente, pero mentalmente débil. Son físicamente muy grandes y comen mucha comida. Su equipamiento es el más barato pero también el más delicado, y se deteriora mucho más rápido que el de otras razas. La carrera lleva el nombre de la función malloc de la biblioteca estándar de C.

#### Peleng
Los Peleng de cuatro manos suelen ser muy ingeniosos y los criminales Peleng son los más exitosos. También Pelengs tiene la agencia de inteligencia más fuerte llamada "Dzuhallag". El equipo Peleng es el segundo más barato y el segundo más delicado.

#### Humano
Los humanos son los mejores economistas. Si no fuera por los humanos, no habría una moneda interestelar unificada llamada "créditos". El equipo humano está en el medio del espectro tanto por precio como por robustez.

#### Faeyan
Los Faeyan son muy buenos técnicos y científicos. Los Faeyan son hermafroditas. Su equipamiento es el 2º más caro, y el 2º solo en robustez.

#### Gaal
Los gaales de tres ojos son destacados filósofos y científicos. Esta carrera es la más inteligente en comparación con las otras carreras de la Coalición Interestelar. Su equipo es el más caro y el más robusto.